# Дибув-Кольонія
Дибув-Кольонія (пол. Dybów-Kolonia) — село в Польщі, у гміні Радзимін Воломінського повіту Мазовецького воєводства.
Населення — 360 осіб (2011).
У 1975-1998 роках село належало до Варшавського воєводства.

## Демографія
Демографічна структура станом на 31 березня 2011 року:
|          | Загалом | Допрацездатний вік | Працездатний вік | Постпрацездатний вік |
| -------- | ------- | ------------------ | ---------------- | -------------------- |
| Чоловіки | 172     | 52                 | 112              | 8                    |
| Жінки    | 188     | 48                 | 113              | 27                   |
| Разом    | 360     | 100                | 225              | 35                   |